# Bernard II van Schweidnitz
Bernard II van Schweidnitz (circa 1291 - 6 mei 1326) was van 1301 tot 1312 hertog van Jauer, van 1301 tot 1322 hertog van Münsterberg en van 1301 tot aan zijn dood hertog van Schweidnitz. Hij behoorde tot de Silezische tak van het huis Piasten.

## Levensloop
Bernard was de tweede zoon van hertog Bolko I van Schweidnitz en diens gemalin Beatrix, dochter van markgraaf Otto V van Brandenburg-Salzwedel. De dood van zijn oudere broer Bolko in 1300 maakte hem de hoofderfgenaam van de hertogdommen van zijn vader en het toekomstig familiehoofd. 
Na de onverwachte dood van zijn vader in 1301 gingen diens hertogdommen naar zijn zonen Bernard, Hendrik I en Bolko II. Omdat de drie broers nog minderjarig waren, werd hun oom langs moederkant, markgraaf Herman van Brandenburg-Salzwedel, in hun naam regent. Dit bleef zo tot in 1305, toen Bernard volwassen werd verklaard. Bernard nam vervolgens de regering over de hertogdommen van zijn vader over en bleef de volgende jaren ook regent voor zijn twee jongere nog minderjarige broers.
Toen zijn jongere broer Hendrik I volwassen werd verklaard, gebeurde er in 1312 een eerste verdeling van de hertogdommen. Hierbij kreeg Hendrik I het hertogdom Jauer, terwijl de hertogdommen Münsterberg en Schweidnitz in handen bleven van Bernard en zijn nog minderjarige broer Bolko II. Nadat ook Bolko volwassen was geworden, vond er in 1322 een tweede verdeling plaats. Hierbij behield Bernard het hertogdom Schweidnitz en kreeg Bolko II het hertogdom Münsterberg.
In de buitenlandse politiek probeerde Bernard II zijn soevereiniteitsonafhankelijkheid te behouden tegenover zijn machtige buurlanden. Zo huwelijkte hij in 1308 zijn zus Beatrix uit aan hertog Lodewijk IV van Opper-Beieren, waarmee Bernard een machtige bondgenoot kreeg. Zijn huwelijk in 1310 met Cunigonde, dochter van koning Wladislaus de Korte, betekende dan weer een hernieuwing van de banden met het koninkrijk Polen.
In 1311 nam Bernard deel aan onderhandelingen in Olomouc, waarbij hij optrad als bemiddelaar tussen hertog Bolesław III van Liegnitz en koning Jan van Bohemen over het bezit van het hertogdom Troppau. Het conflict tussen beide partijen werd opgelost via een compromis: koning Jan kreeg het hertogdom Troppau, maar moest hiervoor ter compensatie 8.000 zilvermunten betalen aan Bolesław III. Het contact met Bolesław III zorgde er ook voor dat Bernard de stad Nimptsch opnieuw kon innemen. 
Op het einde van de jaren 1320 was Bernard betrokken in een alliantie met Wladislaus de Korte tijdens de oorlog met de hertogen van Glogau. In de Slag bij Mühldorf in 1322 vocht hij dan weer samen met koning Jan van Bohemen aan de zijde van hertog Lodewijk IV van Opper-Beieren, nu Rooms-Duits koning. Kort daarna trok hij naar Mazurië, waar hij deel nam aan de expeditie die de Duitse Orde organiseerde tegen het heidense Litouwen. 
In mei 1326 overleed Bernard II, waarna hij werd begraven in de Abdij van Grüssau.

## Huwelijk en nakomelingen
In 1310 huwde Bernard met Cunigonde (circa 1298 - 1331), dochter van koning Wladislaus de Korte van Polen. Ze kregen minstens vijf kinderen:
- Bolko II (circa 1312 - 1368), hertog van Schweidnitz
- Constance (circa 1313 - 1365), huwde in 1326 met hertog Przemko II van Glogau
- Elisabeth (circa 1315 - 1348), huwde in 1326 met hertog Bolko II van Opole
- Hendrik II (circa 1316 - 1345), hertog van Schweidnitz
- Beata (circa 1320 - na 1331)